# Einkommen
Als Einkommen wird in den Wirtschaftswissenschaften und in der Wirtschaft die einem Wirtschaftssubjekt aufgrund des Einsatzes von mindestens einem Produktionsfaktor in Geld oder Gütern zufließende Stromgröße bezeichnet.

## Allgemeines
Wirtschaftssubjekte, die Einkommen beziehen, sind Privathaushalte, Unternehmen und der Staat. Um Einkommen zu beziehen, wird im Regelfall ein Produktionsfaktor eingesetzt (beispielsweise die Arbeitskraft beim Produktionsfaktor Arbeit). Die bei der Nutzung der Produktionsfaktoren anfallenden Kosten heißen Faktorkosten, ihr Pendant ist das Faktoreinkommen. Dieses wird bei Privathaushalten als Arbeitseinkommen, bei Unternehmen als Unternehmerlohn und beim Staat (sowie dessen untergeordneten Gebietskörperschaften und Staatsunternehmen) in Form von Abgaben, Beiträgen und Gebühren (nicht aber Steuern) als Gegenleistung für von ihm erbrachte öffentliche Aufgaben (Daseinsvorsorge) vereinnahmt.
Bei der Definition des Einkommensbegriffs kommt es auf die Sichtweisen in Mikroökonomie, Haushaltstheorie oder Volkswirtschaftslehre an, die unterschiedlich sind. In der Volkswirtschaftslehre werden alle Faktoreinkommen zum Volkseinkommen aggregiert. Die gängige Definition „Einkommen ist der Gegenwert einer Leistung“ trifft nicht immer zu, da Transfereinkommen ohne Gegenleistung erbracht werden.

## Volkswirtschaftslehre
Das Volkseinkommen  ist die Summe aller in einer Rechnungsperiode auf die Produktionsfaktoren Arbeit, Boden und Kapital einer Volkswirtschaft entfallenden Einzeleinkommen zuzüglich des Unternehmerlohns. Diese Faktoreinkommen heißen konkret Arbeitseinkommen, Bodenertrag (Miete, Pacht) und Kapitalertrag (Dividende, Anleihezins). Der Gewinn von Unternehmen gilt zunächst nicht als Einkommen, sondern erst, wenn er anderen Wirtschaftssubjekten etwa in Form von Dividenden zufließt.

### Arten
Dem Privathaushalt stehen allgemein folgende Einkommensarten zur Verfügung:
- Geldeinkommen:
  - Arbeitseinkommen: Einkommen aus Arbeitsleistung in Form von Arbeitslohn durch Teilnahme am Produktionsprozess der Unternehmen.
  - Vermögenseinkommen: Einkommen durch die Bereitstellung von Kapital (Kapitaleinkommen) und Boden (Grundrente).
  - Transfereinkommen fließt aufgrund eines Rechtsanspruchs (Arbeitslosengeld, Rente) oder freiwilliger Zuwendungen (Abfindung, Schenkung) zu:
    - individuelle Transferleistungen: Abfindung, Schenkung;
    - kollektive Transferleistungen: Kindergeld, Sozialhilfe, Versicherungsleistung.

  - Differentialeinkommen sind jene Einkommen, deren Entstehung aus unterschiedlichen Produktionskosten erklärt werden kann. Es ist der Sammelbegriff für Grundrenten und Produzentenrenten.[5]
- Gütereinkommen:
  - Naturallohn: In Gütern oder Dienstleistungen als Sachbezug geleistete Entlohnungsformen:
    - Ausbildung: Die Tätigkeit der Auszubildenden ist keine Gegenleistung zur Ausbildungsvergütung;
    - der Betriebsarzt steht ausschließlich den Arbeitnehmern kostenlos zur Verfügung;
    - Deputatlohn sind im Unternehmen hergestellte Waren für Arbeitnehmer;
    - Dienstwohnung: die vom Arbeitgeber überlassene Wohnung für Arbeitnehmer;
    - Firmenwagen: das vom Arbeitgeber dem Arbeitgeber überlassene Kraftfahrzeug.

Anders als die übrigen Arten wird das Transfereinkommen erzielt, ohne dass eine konkrete Gegenleistung des Privathaushalts vorausgegangen ist oder erwartet werden kann.

### Kennzahlen
Wesentliche volkswirtschaftliche Kennzahlen sind das Pro-Kopf-Einkommen, die Einkommenselastizität sowie die Mincer-Einkommensgleichung. Das Pro-Kopf-Einkommen {\displaystyle PEK} gibt das jährliche Durchschnittseinkommen {\displaystyle \varnothing Y} der Einwohnerzahl eines Staates {\displaystyle E} wieder:
{\displaystyle PEK={\frac {\varnothing Y}{E}}}.
Die Kennzahl zeigt insbesondere bei Ländervergleichen das Einkommensniveau eines Bürgers an.
Die Einkommenselastizität gibt die relative Änderung der Nachfrage nach einem Gut oder einer Dienstleistung im Verhältnis zur relativen Änderung des Einkommens eines Wirtschaftssubjektes wieder:
{\displaystyle {\mbox{Einkommenselastizität}}={\frac {\mbox{prozentuale Änderung der Nachfragemenge}}{\mbox{prozentuale Änderung des Einkommens}}}}.
Die Einkommenselastizität ist vollkommen unelastisch ({\displaystyle =0}), wenn sich die Güternachfrage trotz Einkommensveränderung nicht ändert.
Die Mincer-Einkommensgleichung erklärt das Arbeitsentgelt als Funktion der Schulbildung und Arbeitserfahrung.
Einkommensbezogene betriebswirtschaftliche Kennzahlen befassen sich unter anderem mit dem Erschwinglichkeitsgrad oder dem Schuldendienstdeckungsgrad. Der Erschwinglichkeitsgrad gibt an, ob sich ein Kaufpreis für ein teures Gut (Kraftfahrzeug, Immobilie) in Einklang mit dem Einkommen befindet:
{\displaystyle {\mbox{Erschwinglichkeitsgrad}}={\frac {\mbox{Kaufpreis}}{\mbox{Nettoeinkommen}}}}.
Je niedriger diese Kennzahl ausfällt, desto eher ist eine hochpreisige Ware für den Privathaushalt bezahlbar.
Der IWF empfiehlt seit 2004 die Ermittlung der Schuldendienstquote bei Privathaushalten im Verhältnis zum Einkommen. Maßgeblicher Bezugswert ist das verfügbare jährliche Nettoeinkommen:
{\displaystyle {\mbox{Schuldendienstdeckungsgrad}}={\frac {\mbox{Zinsaufwand + Tilgung}}{\mbox{Nettoeinkommen vor Schuldendienst}}}}.
Der Schuldendienstdeckungsgrad verschlechtert sich, wenn neue Kredite aufgenommen werden oder sich das Zinsniveau (bei variablem Kreditzins) erhöht oder das Nettoeinkommen (etwa durch Arbeitslosigkeit) sinkt.

## Mikroökonomie
Das Einzeleinkommen (Individualeinkommen) ist die Menge an Geld- oder Naturaleinkommen eines Wirtschaftssubjekts innerhalb einer Rechnungsperiode. Der von Unternehmen erzielte Gewinn wird dann zu Einkommen, wenn er den Wirtschaftssubjekten zufließt.
Unterschieden wird zwischen Bruttoeinkommen, Nettoeinkommen und verfügbarem Einkommen. Darüber hinaus spielen die Art und Aggregation von Einkommen eine entscheidende Rolle für die Interpretation und Vergleichbarkeit von Indikatoren. Die personelle Einkommensverteilung wird von Eurostat auf Grundlage des verfügbaren Äquivalenzeinkommens gemessen. Grundsätzlich werden zwei Einkommensarten unterschieden – das Einkommen, welches durch unselbständige und selbstständige Arbeit erwirtschaftet wird (Markteinkommen oder Primäreinkommen) und das Einkommen nach staatlicher Umverteilung (Sekundäreinkommen). Das Primäreinkommen setzt sich aus dem Einkommen aus Erwerbstätigkeit, Geschäftstätigkeit, Vermietung und Verpachtung, sowie Kapitaleinkünften vor Steuern und Abgaben zusammen. Die Berücksichtigung der Sozialabgaben, direkten Steuern sowie öffentlicher (etwa Arbeitslosengeld, Sozialhilfe) und privater (etwa Unterhalt) Transfers bezeichnet man als Transfereinkommen.

## Finanzwissenschaft
Im Rahmen der Einkommensteuer wird diskutiert, welche Einkommensbegriffe die steuerliche Leistungsfähigkeit des Steuerpflichtigen am besten repräsentieren.
- Die Quellentheorie entwickelte 1902 den engsten Einkommensbegriff und definiert es als permanent zufließende Erträge, so dass außergewöhnliche Zahlungen (etwa Bonuszahlungen) außer Betracht bleiben.[9]
- Die Reinvermögenszugangstheorie umfasst auch aperiodische Erträge wie beispielsweise Lotteriegewinne.

Das deutsche Einkommensteuergesetz (EStG) ist eine Mischung beider Theorien und berücksichtigt darüber hinaus mit dem Spekulationsgewinn auch eine systemwidrige Steuerbemessungsgrundlage.

## Makroökonomie
In der Makroökonomie berücksichtigt man das Einkommen zur kumulierten Messung der Vermögenszugänge einer Volkswirtschaft. Die unterschiedlichen volkswirtschaftlichen Einkommensbegriffe sind international durch die Volkswirtschaftlichen Gesamtrechnungen (VGR) standardisiert, unter anderem als Europäisches System Volkswirtschaftlicher Gesamtrechnungen (ESVG). Dieses wiederum verwendet die Definitionen aus dem Statistik-System der Vereinten Nationen „System of National Accounts“ (SNA). Ausgangspunkt ist dort das Primäreinkommen, das begrifflich mit dem Nationaleinkommen (bzw. früher Sozialprodukt) identisch ist. In seiner Bruttoform vor Abschreibungen als Bruttonationaleinkommen hat es für die Europäische Union hohe Bedeutung als Indikator für die Einkommenshöhe der jeweiligen EU-Mitgliedstaaten beziehungsweise ihrer Bevölkerung und liefert deshalb (neben dem Umsatzsteueranteil) den Maßstab für die Mitgliedsbeiträge, aus denen die Eigenmittel der EU bestehen.
Der ebenfalls international verwendete Begriff Nettonationaleinkommen (früher Nettosozialprodukt) ist das Bruttonationaleinkommen abzüglich der Abschreibungen. Der im deutschen Sprachraum genutzte Begriff Volkseinkommen ist das Nettonationaleinkommen abzüglich vor allem der indirekten Steuern (statistischer Fachbegriff hier: Gütersteuern) zuzüglich der Subventionen. Rechnerisch beruht die Höhe des Volkseinkommens in einem bestimmten Land im Vergleich zu seinem Nationaleinkommen also vorrangig darauf, in welchem Umfang der Staat seine Einnahmen aus direkten Steuern oder aus indirekten Steuern bezieht.
Über die Verteilungsrechnung lässt sich das Verhältnis der verschiedenen Einkommensbestandteile zueinander berechnen. Die beiden wichtigsten makroökonomischen Größen zur Messung des Einkommens sind dort
- das Bruttonationaleinkommen und
- das Bruttoinlandsprodukt.

## Steuerrecht

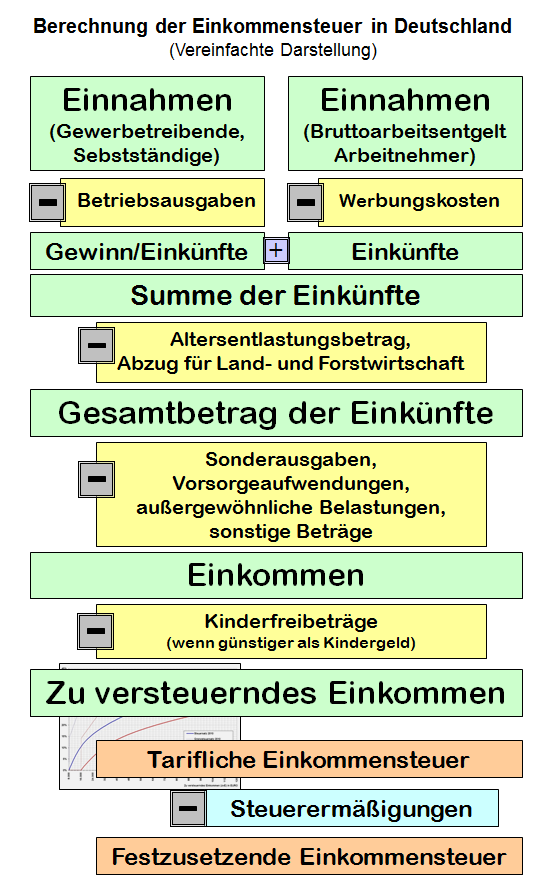
Einkünfte und Einkommen

Steuerbemessungsgrundlage für die Einkommensteuer ist das Zu versteuernde Einkommen. In dieser Größe werden sämtliche sieben Einkunftsarten zu Einkünften zusammengefasst und der Besteuerung unterzogen.
Das Einkommensteuerrecht in Deutschland unterscheidet zwischen Einnahmen, Einkünften, Einkommen und zu versteuerndem Einkommen.
- Einnahmen sind bei Arbeitnehmern das Bruttoarbeitsentgelt, bei Selbstständigen die Erlöse.
- Einkünfte ergeben sich, wenn von den Einnahmen/Erlösen die durch die Einnahmeerzielung veranlassten Kosten (Werbungskosten bei Arbeitnehmern, Betriebsausgaben bei Selbständigen) abgezogen werden (objektives Nettoprinzip).
- Einkommen ergibt sich nach Abzug von Vorsorgeaufwand und anderen Sonderausgaben sowie außergewöhnlichen Belastungen (subjektives Nettoprinzip).
- Zu versteuerndes Einkommen heißt die Bemessungsgrundlage für den Einkommensteuertarif und ist meist wertmäßig mit dem Einkommen gleich, außer beim Abzug von Kinderfreibeträgen.

## Begriffsverwendungen
Der Begriff des Einkommens kommt in vielen Wortkompositionen vor, die in Betriebswirtschafts-, Volkswirtschafts- und Steuerlehre von Bedeutung sind.
| Begriff                                                                                                  | Einzelwissenschaft       | Definition |
| --- | ------------------------ | --- |
| Arbeitseinkommen                                                                                         | Volkswirtschaftslehre    | ist das Faktoreinkommen des Produktionsfaktors Arbeit |
| Bodenrente, Grundrente                                                                                   | Volkswirtschaftslehre    | ist das Faktoreinkommen des Produktionsfaktors Boden |
| Bruttoeinkommen                                                                                          | Betriebswirtschaftslehre | ist das Einkommen ohne Abzug von Steuern und Sozialabgaben |
| Durchschnittseinkommen                                                                                   | Wirtschaftsstatistik     | Mittelwert aller Bruttoeinkommen der Erwerbstätigen |
| Faktoreinkommen                                                                                          | Volkswirtschaftslehre    | ist das von allen Produktionsfaktoren erwirtschaftete Einkommen |
| Grundeinkommen, Arten: bedingtes Grundeinkommen bedingungsloses Grundeinkommen partielles Grundeinkommen | Sozialpolitik            | ist eine Transferleistung, die an bestimmte Bedingungen geknüpft ist ist eine Transferleistung, die an keine Bedingungen geknüpft ist ist eine Transferleistung, die unterhalb des Existenzminimums liegt |
| Haushaltseinkommen                                                                                       | Haushaltstheorie         | ist das Einkommen der Privathaushalte, das alle Einkunftsarten beinhalten kann |
| Kapitaleinkommen                                                                                         | Volkswirtschaftslehre    | ist das Faktoreinkommen des Produktionsfaktors Kapital |
| mittleres Einkommen                                                                                      | Wirtschaftsstatistik     | ist das Einkommensniveau, von dem aus die Anzahl der Privathaushalte mit niedrigeren Einkommen gleich groß ist wie die der Haushalte mit höheren Einkommen. Das mittlere Einkommen ist der Median.        |
| Nettoeinkommen                                                                                           | Betriebswirtschaftslehre | ist das nach Abzug von Steuern und Sozialabgaben verbleibende Einkommen |
| Nominaleinkommen                                                                                         | Volkswirtschaftslehre    | berücksichtigt nicht Inflation oder Deflation |
| Primäreinkommen                                                                                          | Volkswirtschaftslehre    | aufgrund des Marktergebnisses entstandenes Einkommen |
| Pro-Kopf-Einkommen                                                                                       | Volkswirtschaftslehre    | ist das jährliche Durchschnittseinkommen der Einwohner eines Staates |
| Realeinkommen                                                                                            | Volkswirtschaftslehre    | berücksichtigt als reale Größe Inflation oder Deflation |
| Sekundäreinkommen                                                                                        | Volkswirtschaftslehre    | aufgrund staatlicher Umverteilung entstandenes Einkommen |
| Transfereinkommen                                                                                        | Volkswirtschaftslehre    | aufgrund eines Rechtsanspruchs oder freiwilliger Zuwendungen entstandenes Einkommen |
| verfügbares Einkommen                                                                                    | Wirtschaftsstatistik     | ist der Teil des Einkommens, der den Wirtschaftssubjekten für den privaten Konsum und die Ersparnis zur Verfügung steht.                                                                                  |
| zu versteuerndes Einkommen                                                                               | Steuerlehre              | Steuerbemessungsgrundlage der Einkommensteuer |

Sekundär- und Transfereinkommen sind nicht identisch, denn Transfereinkommen umfassen zusätzlich auch freiwillige Zuwendungen von Privatpersonen.

## Einkommensverteilung
Die Einkommensverteilung untersucht die Verteilung der Einkommen in verschiedenen gesellschaftlichen Gruppen. In allen OECD-Ländern sind die Einkommen ungleich verteilt. Man spricht auch von „Einkommensschere“, um die Differenz zwischen den niedrigen und den hohen Einkommen in einer Gesellschaft zu versinnbildlichen.
Neben der Einkommensverteilung sind auch die Entwicklung der Einkommen im Zeitablauf für bestimmte Gruppen (z. B. Berufsgruppen, Männer, Frauen; vgl. Gender-Pay-Gap) und die Einkommensdynamik von Einzelnen (oft verbunden mit sozialem Aufstieg oder Abstieg) Forschungsgegenstände. Letztere werden oft mit Längsschnittstudien ermittelt.
Laut Mikrozensus leben in Deutschland 5,5 % der Bevölkerung trotz einer Erwerbsarbeit unter der Armutsgrenze. Besonders oft betroffen sind an- und ungelernte Arbeiter sowie Selbstständige ohne Mitarbeiter. Siehe dazu auch: Working Poor.
Einpersonen-Haushalte, mit mehr als 2.700 Euro Nettoeinkommen im Monat, gehören nicht mehr zur Mittelschicht, auch wenn Betroffene das häufig nicht so sehen. Sie können als „wohlhabend“ bezeichnet werden. Ab einem Nettoeinkommen von 3.600 Euro bezeichnet die Wissenschaft einen Menschen als reich.
Managergehälter stiegen gegenüber dem Lohn von durchschnittlichen Angestellten in Deutschland in den letzten Jahrzehnten überproportional, zwischen 1987 und 2006 mehr als dreimal stärker:
| Jahr | Lohnverhältnis Manager:Angestellter |
| ---- | ----------------------------------- |
| 1987 | 14:1                                |
| 2005 | 42:1                                |
| 2006 | 44:1                                |
| 2015 | 54:1                                |
| 2017 | 71:1                                |
| 2018 | 150:1                               |

Im Jahre 2008 hat laut OECD in Deutschland die Einkommensungleichheit stärker zugenommen als in allen anderen OECD-Staaten. Das verfügbare Einkommen war dabei am größten in der Gruppe der Selbständigen mit mehr als zehn Mitarbeitern. Am niedrigsten war es bei den Gruppen ungelernte Arbeiter und Landwirte. Die Landwirte hatten ein noch geringeres verfügbares Einkommen als die Ungelernten; das Mittlere Einkommen (Median) lag bei 1.252 Euro monatlich, das Durchschnittseinkommen war mit 2.706 Euro pro Monat mehr als doppelt so hoch.
2010 lag das Durchschnittsbruttoeinkommen in Deutschland bei monatlich 2.136 Euro; Frauen verdienten im Schnitt 23 % weniger als Männer. Auch der Unterschied zwischen einzelnen Wirtschaftsbereichen war teilweise deutlich: Im Durchschnitt verdiente ein im Gastgewerbe vollzeitbeschäftigter Arbeitnehmer im vierten Quartal 2011 1.972 Euro, ein vollzeitbeschäftigter Arbeitnehmer in der Informations- und Kommunikationswirtschaft 4.430 Euro, jeweils vor Abzug von Steuern und Arbeitnehmeranteil der Sozialversicherungsbeiträge.
Eine Ende 2011 vorgestellte Studie der OECD bestätigte diesen Trend: Die 10 % der Bevölkerung mit den höchsten Einkommen verdienten 2008 demnach rund das Achtfache der untersten 10 %; darüber hinaus hatte sich der Abstand zwischen den obersten Einkommen und den untersten 10 % der Vollzeiterwerbstätigen etwa zwischen 1995 und 2010 um 20 % vergrößert.
In Frankreich lag das mittlere Nettojahreseinkommen unselbstständig Erwerbstätiger bei 20.670 Euro.
In Österreich erzielten 2010 die unselbständig Erwerbstätigen (ohne Lehrlinge) ein mittleres Nettojahreseinkommen von 18.366 Euro.
Der US-amerikanische Präsident Theodore Roosevelt hielt im August 1910 in Osawatomie (im Bundesstaat Kansas) vor 30.000 Menschen eine Rede, die in die Geschichtsbücher einging. Er prangerte die große Einkommensungleichheit an und sprach von der Notwendigkeit einer regulierten Wirtschaft und einer starken Regierung. „Menschliche Wohlfahrt“ sei wichtiger als der Profit des Einzelnen. „New Nationalism“ nannte er sein Programm zur Stärkung der Mittelschicht.
In den USA lag das Verhältnis von Managergehältern zu durchschnittlichen Angestellten 1980 bei 35:1, 2008 bei 319:1.
Der amerikanischen Gesellschaft „fehlt die Mitte. Rasant haben sich die Reichen und die Armen im Land auseinanderentwickelt, so rasant, dass das oberste Prozent der Bürger fast ein Viertel aller Einkommen an sich zieht – doppelt so viel wie vor 25 Jahren. Amerika wuchs zuletzt fast nur noch für seine Reichen, die mittleren und unteren Schichten büßten im Schnitt sogar Kaufkraft ein. Und Jobs dazu.“
Präsident Barack Obama hielt im Dezember 2011 – ebenfalls in Osawatomie – eine programmatische Rede, in der auch er die wirtschaftliche Ungleichheit anprangerte. Die zunehmende Ungleichheit strafe das Versprechen des amerikanischen Traums Lügen, dass es jeder schaffen könne, wenn er nur wolle. Es gehe hier nicht um irgendeine politische Debatte, sondern um „die entscheidende Frage unserer Zeit“.

## Wirtschaftliche Aspekte

Durchschnittlicher Bruttostundenverdienst in einigen Handwerksberufen in Deutschland 2003 bis 2005.

Die Strömungsgröße Einkommen wird durch Sparen zur Bestandsgröße Vermögen. Die Vermögensarten Geld- oder Kapitalvermögen erzielen wiederum die Einkunftsart Kapitaleinkünfte. Immobilienvermögen – sofern es nicht selbst genutzt wird – erzielt die Einkunftsart Einkünfte aus Vermietung und Verpachtung.

### Kennzahlen
Das Einkommen ist als ökonomische Strömungsgröße in mehreren Formeln enthalten. Der Durchschnittssteuersatz {\displaystyle \varnothing T} ist das Verhältnis zwischen Steuerbetrag {\displaystyle T_{d}} und dem zu versteuernden Einkommens {\displaystyle zvE}:
{\displaystyle \varnothing T={\frac {T_{d}}{zvE}}\cdot 100\,\%}.
Wird der Kapitalwert {\displaystyle K} einer Investition aus dem Einkommen {\displaystyle E} abgeleitet, so wird der Prozentsatz der Kapitalisierung {\displaystyle p} gegenübergestellt:
{\displaystyle K={\frac {\text{E}}{\text{p}}}\cdot 100\,\%}.
Das Volkseinkommen {\displaystyle Y} setzt sich zusammen aus Konsum {\displaystyle C}, Investitionen {\displaystyle I}, Staatsanteil {\displaystyle G} sowie den Exporten {\displaystyle Ex} und Importen {\displaystyle Im}:
{\displaystyle Y=C+I+G+Ex-Im}.
Dies ist die Darstellung einer offenen Volkswirtschaft, die Version einer geschlossenen Volkswirtschaft verzichtet auf {\displaystyle Ex,Im}. Das Volkseinkommen entspricht in der Verteilungsrechnung der Summe aller Faktoreinkommen.
Das Nettonationaleinkommen {\displaystyle NNE} schließlich ergibt sich aus der Differenz zwischen Bruttonationaleinkommen {\displaystyle BNE} und Abschreibungen {\displaystyle D}:
{\displaystyle NNE=BNE-D}.
Das Nationaleinkommen stellt die Summe aller Inländern zukommenden Wertschöpfungen der gesellschaftlichen Produktion dar. Es ist in der Mikroökonomie wie in der Makroökonomie eine der Größen zur Beurteilung der ökonomischen Wohlfahrt.

### Inflationsbereinigung des Einkommens
Da Einkommenszuwächse bei Vorliegen von Inflation nicht zwingend Wohlstandszuwächse bedeuten, misst man neben dem (Nominal-)Einkommen auch das Realeinkommen.

#### Realeinkommen
Darunter wird das preisbereinigte Nominaleinkommen verstanden. Es wird ermittelt, indem der Index (Vergleichswert) des Nominaleinkommens durch einen passenden Preisindex geteilt wird. Das Realeinkommen kann nur als Vergleichsgröße in Form einer Veränderung oder eines Indexes angegeben werden. Es dient als Indikator für die tatsächliche Kaufkraft des Einkommens. Anschaulich handelt es sich um die Menge der Waren und Dienstleistungen, die man aufgrund der aktuellen Preise kaufen kann.
Beispiel Index
Bei einer Inflationsrate von 4 % und einer Erhöhung des Nominaleinkommens um 3 % beträgt der Realeinkommensindex 99,04 % nach der Berechnungsformel:
{\displaystyle {\frac {1{,}03}{1{,}04}}=0{,}9903846\approx 99{,}04\,\%}.
Die Menge der Waren und Dienstleistungen, die man sich leisten kann, beträgt somit nur noch 99,04 % im Vergleich zum Vorjahr.
Beispiel Veränderung
Bei einer Inflationsrate von 4 % und einer Erhöhung des Nominaleinkommens um 3 % sinkt das Realeinkommen um 0,96 % nach der Berechnungsformel:
{\displaystyle {\frac {1{,}03}{1{,}04}}-1\approx -0{,}0096=-0{,}96\,\%}.
Die Menge der Waren und Dienstleistungen, die man sich leisten kann, hat sich also im Vergleich zum Vorjahr um rund 0,96 % verringert.

#### Bereinigung des Einkommens um Steuern und Abgaben
Nicht das gesamte Einkommen kann für privaten Konsum oder Investitionen genutzt werden, da ein erheblicher Teil des Einkommens beispielsweise durch Steuern und Abgaben verbraucht wird. Aus diesem Grund berücksichtigt das verfügbare Einkommen lediglich die für Konsum oder Sparen verbleibenden Teile des Einkommens. Einkommen- und Vermögensteuern, geleistete Sozialbeiträge und sonstige laufende geleistete Transfers werden hierzu vom Einkommen abgezogen, empfangene Sozialleistungen und empfangene laufende Transfers hinzuaddiert.